# Zingiber flammeum
Zingiber flammeum är en enhjärtbladig växtart som beskrevs av Ida Theilade och John Donald Mood. Zingiber flammeum ingår i släktet Zingiber och familjen Zingiberaceae. Inga underarter finns listade i Catalogue of Life.